# A Little Bit Longer
A Little Bit Longer là album thứ ba của Jonas Brothers sau album Jonas Brothers. Toàn bộ bài hát trong album đều do nhóm sáng tác và thể hiện tình cảm của mình trong mỗi bài hát. Tên album được dựa trên bài hát cùng tên "A little bit longer" do Nick Jonas sáng tác nói về cảm nhận của mình khi anh phải đối mặt với căn bệnh tiểu đường type 1. Album này được phát hành vào ngày 12/08/2008. Album gồm có 12 bài, trong đó có 3 bài đã ra đĩa đơn là Burnin' Up, Tonight và Pushing Me Away. Burnin' up là single đầu tiên và được chính thức ra mắt vào ngày 20/06/2008. Cũng vào ngày đó, video của Burnin' up được chiếu trên Disney Channel.

## Danh sách bài hát
| STT              | Nhan đề                          | Sáng tác                       | Thời lượng |
| ---------------- | -------------------------------- | ------------------------------ | ---------- |
| 1.               | "BB Good"                        | Jonas Brothers, John Taylor    | 2:56       |
| 2.               | "Burnin' Up" (featuring Big Rob) | Jonas Brothers                 | 2:55       |
| 3.               | "Shelf"                          | Jonas Brothers                 | 3:48       |
| 4.               | "One Man Show"                   | Jonas Brothers                 | 3:08       |
| 5.               | "Lovebug"                        | Jonas Brothers                 | 3:40       |
| 6.               | "Tonight"                        | Jonas Brothers, Greg Garbowsky | 3:29       |
| 7.               | "Can't Have You"                 | Nick Jonas, PJ Bianco          | 4:28       |
| 8.               | "Video Girl"                     | Jonas Brothers                 | 2:53       |
| 9.               | "Pushin' Me Away"                | Jonas Brothers                 | 3:03       |
| 10.              | "Sorry"                          | Jonas Brothers, John Fields    | 3:12       |
| 11.              | "Got Me Going Crazy"             | Nick Jonas                     | 2:35       |
| 12.              | "A Little Bit Longer"            | Nick Jonas                     | 3:25       |
| Tổng thời lượng: | Tổng thời lượng:                 | Tổng thời lượng:               | 39:32      |

### Bonus tracks
| Target Exclusive | Target Exclusive                | Target Exclusive            | Target Exclusive |
| STT              | Nhan đề                         | Sáng tác                    | Thời lượng       |
| ---------------- | ------------------------------- | --------------------------- | ---------------- |
| 13.              | "Hello Goodbye" (Beatles Cover) | John Lennon, Paul McCartney | 2:07             |
| Tổng thời lượng: | Tổng thời lượng:                | Tổng thời lượng:            | 41:41            |

| Wal-Mart Exclusive | Wal-Mart Exclusive | Wal-Mart Exclusive |
| STT                | Nhan đề            | Thời lượng         |
| ------------------ | ------------------ | ------------------ |
| 13.                | "Live to Party"    | 2:58               |
| Tổng thời lượng:   | Tổng thời lượng:   | 42:32              |

| Best Buy Exclusive | Best Buy Exclusive  | Best Buy Exclusive |
| STT                | Nhan đề             | Thời lượng         |
| ------------------ | ------------------- | ------------------ |
| 13.                | "Out of This World" | 3:10               |
| Tổng thời lượng:   | Tổng thời lượng:    | 42:44              |

| iTunes Deluxe Edition | iTunes Deluxe Edition   | iTunes Deluxe Edition |
| STT                   | Nhan đề                 | Thời lượng            |
| --------------------- | ----------------------- | --------------------- |
| 13.                   | "Lovebug (Music Video)" | 4:12                  |
| 14.                   | "Making of Lovebug"     | 4:21                  |